# Ludwig Pieper
Ludwig Pieper GmbH & Co. KG is een warenhuis gevestigd in Saarlouis in het Duitse Saarland.

## Geschiedenis
In 1885 richtte meester-loodgieter Ludwig Pieper samen met zijn vrouw Johanna een handelsmaatschappij op. Naast een vast verkooppunt in Saarlouis werden in eerste instantie markten in de omgeving bezocht. In 1898 kocht het echtpaar een hoekhuis op de Grote Markt in aldaar. Sindsdien hebben er diverse renovaties en uitbreidingen plaatsgevonden aan het hoofdpand. In de loop van de tijd zijn er diverse andere winkels aan toegevoegd: een boekhandel in het historische hoofdkantoor en een sportwinkel. Het bedrijf is familiebezit, met als eigenaar de vierde generatie. Om de delicatessenafdeling te bevoorraden,  heeft het bedrijf een eigen slagerij en konditorei.
In het boekjaar 2015 realiseerde het bedrijf een omzet van €41 miljoen en telde het bedrijf 375 medewerkers. De verkoopvloeroppervlakte van het warenhuis bedraagt 12.500 vierkante meter.